# Mozzarella sticks

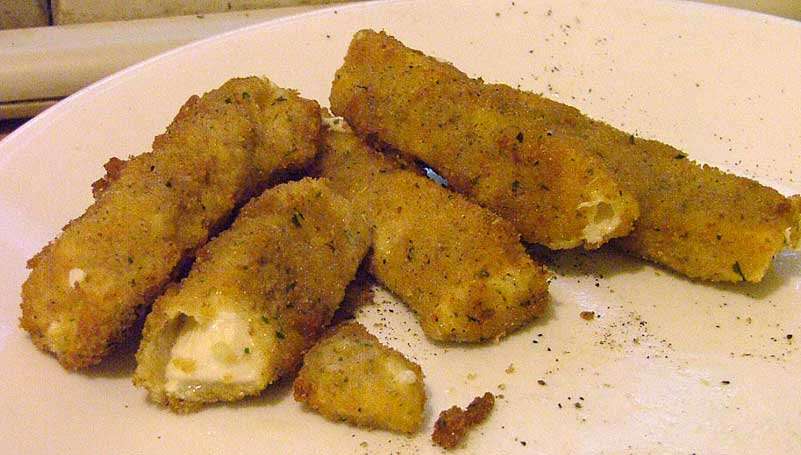
Mozzarella sticks.

Les mozzarella sticks (littéralement « bâtonnets de mozzarella ») sont des apéritifs ou hors-d'œuvre faits de fromage pané. Ils sont typiquement servis avec une sauce ketchup, marinara ou barbecue.
On utilise principalement de la mozzarella, mais certains fromages tels que l'edam peuvent aussi être utilisés.
L'origine de ce hors-d'œuvre remonterait au moins à 1392 ou 1394 et en France puisqu'il apparaît dans le Ménagier de Paris.